# Тополиное (Херсонская область)
Тополиное (укр. Тополине) — село в Высокопольской поселковой общине Бериславского района Херсонской области Украины.
Почтовый индекс — 74030. Телефонный код — 5535. Код КОАТУУ — 6521855103.

## Население
Население по переписи 2001 года составляло 188 человек.

### Языковой состав
Родной язык населения по данным переписи 2001 года:
| Язык       | Численность, чел. | Доля     |
| ---------- | ----------------- | -------- |
| Украинский | 177               | 94,15 %  |
| Русский    | 6                 | 3,19 %   |
| Молдавский | 3                 | 1,60 %   |
| Другое     | 2                 | 1,06 %   |
| Итого      | 188               | 100,00 % |